# Taylor Hayes
Taylor Hayes (Grosse Pointe, Ohio; 14 de enero de 1975) es una actriz pornográfica estadounidense.

## Biografía
Taylor se cría en las afueras de la ciudad de Ohio y estudia cerca de Dallas. Tras concluir sus estudios empieza a trabajar como estríper en un local llamado Cabaret Royale. Poco después, aparece desnuda en la revista Penthouse. Sin embargo, las fotos disgustan a su novio de la época el cual la echa de casa.
Esto la obliga a mudarse a Las Vegas y posteriormente a Los Ángeles donde inicia su carrera como actriz porno. Debuta trabajando para VCA en Hienie's Heroes (1995). Tras rodar otras dos películas con su primera productora empieza a trabajar para Adam Glasser, más conocido, en el mundo del porno, como Seymore Butts. De esa época son las cintas sexualmente más atrevidas de la actriz ya que contienen sexo anal, doble penetración, A2M y squirt.
En 1997 ficha por Vivid. A pesar de convertirse en Vivid Girls la compañía le permite siguir rodando para Seymore Butts. Con su nueva productora las escenas de sexo son mucho más suaves y alejadas del porno más duro que habituaba a rodar.
En 1999 pasa por el quirófano para operarse los pechos y realizarse una liposucción.
Tras anunciar su retirada en 2002, realiza un efímero regreso en 2005 que se plasmaría únicamente en dos películas: Slumber Party 20 donde participa en una orgía lésbica y Seymore Butts Asshunt donde interviene en una escena de sexo oral.

## Vida personal
Mantuvo una relación con Seymore Butts, de la que nació su primer hijo en 1996. Tuvo otro hijo en mayo de 1997.

## Curiosidades
- Su nombre artístico se basa en un personaje de una telenovela muy popular en los Estados Unidos emitida por la CBS titulada Belleza y poder.
- Probó, sin éxito, suerte en el cine convencional rodando Animal Instincts III (1990) y Evil Breed: The Legend of Samhain (2005)

## Premios
- 1999 Premio AVN a la Mejor escena en grupo por The Masseuse 3[3]
- 2000 XRCO a la Mejor actriz por Jekyll & Hyde[4]
- 2001 XRCO Mejor actriz por Fade to Black[4]
- 2002 Premio AVN a la Mejor escena en pareja por Fade to Black[3]
- 2002 Premio AVN a la Mejor escena en grupo por  Fade to Black[3]